# Paraselachimorpha
Paraselachimorpha — вимерлий надряд хрящових риб підкласу Суцільноголові (Holocephali). Представники групи жили у кам'яновугільному періоді (326-318 млн років тому).

## Систематика
- Paraselachimorpha †
  - Orodontiformes †
  - Petalodontiformes †
  - Helodontiformes †
  - Iniopterygiformes †
  - Deebeeriiformes †
  - Eugeneodontiformes †